# Fruitlands (Kommune)
Fruitlands (deutsch in etwa Fruchtäcker) war eine utopische landwirtschaftliche Kommune, die 1843 unter der Leitung von Amos Bronson Alcott und Charles Lane erfolglos versuchte, sich auf der Basis transzendentalistischer Ideen mit einem Bauernhof selbst zu versorgen. Die von ihr verwendeten Gebäude befinden sich in Harvard im Bundesstaat Massachusetts der Vereinigten Staaten und dienen heute als Museum. Die Farm wurde 1974 als National Historic Landmark in das National Register of Historic Places eingetragen und ist seit 1997 Contributing Property des Fruitlands Museums Historic District. Seit 2016 befinden sich das Museum und 85 Hektar umgebendes Land im Eigentum der Trustees of Reservations.

## Beschreibung
Das Bauernhaus ist in seiner Bauweise und seinem Erscheinungsbild typisch für das späte 18. Jahrhundert in Neuengland. Von seinem Standort aus besteht ein guter Überblick über das Nashua Valley bis hin zum 16 km entfernten Mount Wachusett. Das mit rot angestrichenen Holzbrettern verkleidete Gebäude hat einen einfachen rechteckigen Grundriss und ist zwei Stockwerke hoch. Das Giebeldach ist mit Schiefer gedeckt. Im Erdgeschoss befanden sich Gemeinschaftsräume, im ersten Stock die Schlafzimmer der Erwachsenen, während der Dachboden als Schlafstätte der Kinder diente. Die rückwärtige Küche und Speisekammer sowie der kleinere, ursprünglich als Getreidespeicher genutzte Anbau wurden erst in der zweiten Hälfte des 19. Jahrhunderts hinzugefügt. Das Gebäude ist insgesamt in sehr gutem Zustand und entspricht in seiner Anmutung weitgehend dem Zustand im Jahr 1843.

## Historische Bedeutung
Im Jahr 1842 reiste Bronson Alcott nach England, um nahe London ein experimentelles Internat zu besuchen, dessen Direktor Charles Lane viele der teilweise radikalen Ansichten Alcotts zur Erziehung von Kindern teilte. Sie entdeckten viele Gemeinsamkeiten und brachen gemeinsam nach Amerika auf, um dort ein „neues Eden“ zu gründen, das Alcott „Fruitlands“ nannte. Dort wollte er seine Vision einer neuen, friedfertigen Gesellschaft Realität werden lassen. Obwohl der Transzendentalismus zu dieser Zeit weit verbreitet war und unter anderem die Brook Farm bereits seit 1841 erfolgreich betrieben wurde, wollte Alcott unbedingt seine eigenen Ideen einfließen lassen, die im Wesentlichen darauf beruhten, dass aus seiner Sicht zwingend notwendige Veränderungen der Persönlichkeit durch Selbstverleugnung herbeigeführt werden müssten.
Charles Lane kaufte das Bauernhaus und 36 ha Land, um dort im Juni 1843 gemeinsam mit Alcott die Fruitlands-Gemeinschaft zu gründen. Diese sollte sich unabhängig von fremder Unterstützung mittels Subsistenzwirtschaft selbst versorgen und dabei sowohl auf tierische Produkte als auch auf die Nutzung von Tieren bei der landwirtschaftlichen Arbeit verzichten. Entsprechend asketisch war die Lebens- und Ernährungsweise der Gruppe, die nie über 16 Personen anstieg und zeitweise Gäste wie Ralph Waldo Emerson und Nathaniel Hawthorne beherbergte. Alcott erlaubte nur Kleidung aus Leinen und verbot jegliche Öllampen, mit Ausnahme einer einzigen, auf der seine Ehefrau zur eigenen Nutzung bestand. Er verbot zudem jeglichen Privatbesitz.
Von Beginn an zeigten sich ideologische Konflikte unter den Mitgliedern der Gemeinschaft. So sah Lane eine „ideelle“ Familie als gesellschaftliches Ideal an, die sich nicht über biologische Verwandtschaft, sondern über Ideen und Weltanschauungen als „Familie“ definierte. Er befürwortete den Zölibat und teilte das philosophische Gedankengut der Shaker, die sich in der Nachbarschaft niedergelassen hatten. Ebenso hielt er die ideelle Familie für ein geeignetes Instrument zur Befreiung der Frau, was ihn zu einem der ersten Verfechter von Frauenrechten machte. Alcott hingegen blieb davon überzeugt, dass eine biologische Familie eine eigene Gesellschaft bilden könne.
Die unterschiedlichen philosophischen Ansichten lähmten die Fruitlands-Gemeinschaft zusehends, und es wurde deutlich, dass Alcotts Ehefrau Abigail May Alcott nur daran teilnahm, um dem Wunsch ihres Mannes zu entsprechen. Charles Lane und andere Gruppenmitglieder kamen zudem immer weniger mit Alcotts fordernder und teilweise despotischer Art zurecht, mit der er absolute Austerität und Selbstverleugnung forderte. Er verbot die Benutzung von Pflügen, da zu ihrer Bedienung Tiere notwendig waren. Daher mussten die Mitglieder der Gemeinschaft auf Spaten zurückgreifen, um die Felder zu bestellen. Mit diesen beschränkten Möglichkeiten lieferten die Felder keine ausreichenden Erträge, sodass Fruitlands bereits im ersten Winter bzw. nach sieben Monaten ihres Bestehens auseinanderbrach. Am 16. Januar 1844 verließen die Alcotts als Letzte die Farm und zogen nach Concord (Massachusetts).